# 小行星4544
小行星4544（4544 Xanthus）是一颗围绕太阳公转的小行星。1989年3月31日，亨利·E·霍爾特、諾曼·G·托馬斯在帕洛马山发现了此天体。
这颗小行星的绝对星等为333.740204089462等。小行星4544以希臘神話的神馬桑托斯命名。